# Jones and His New Neighbors

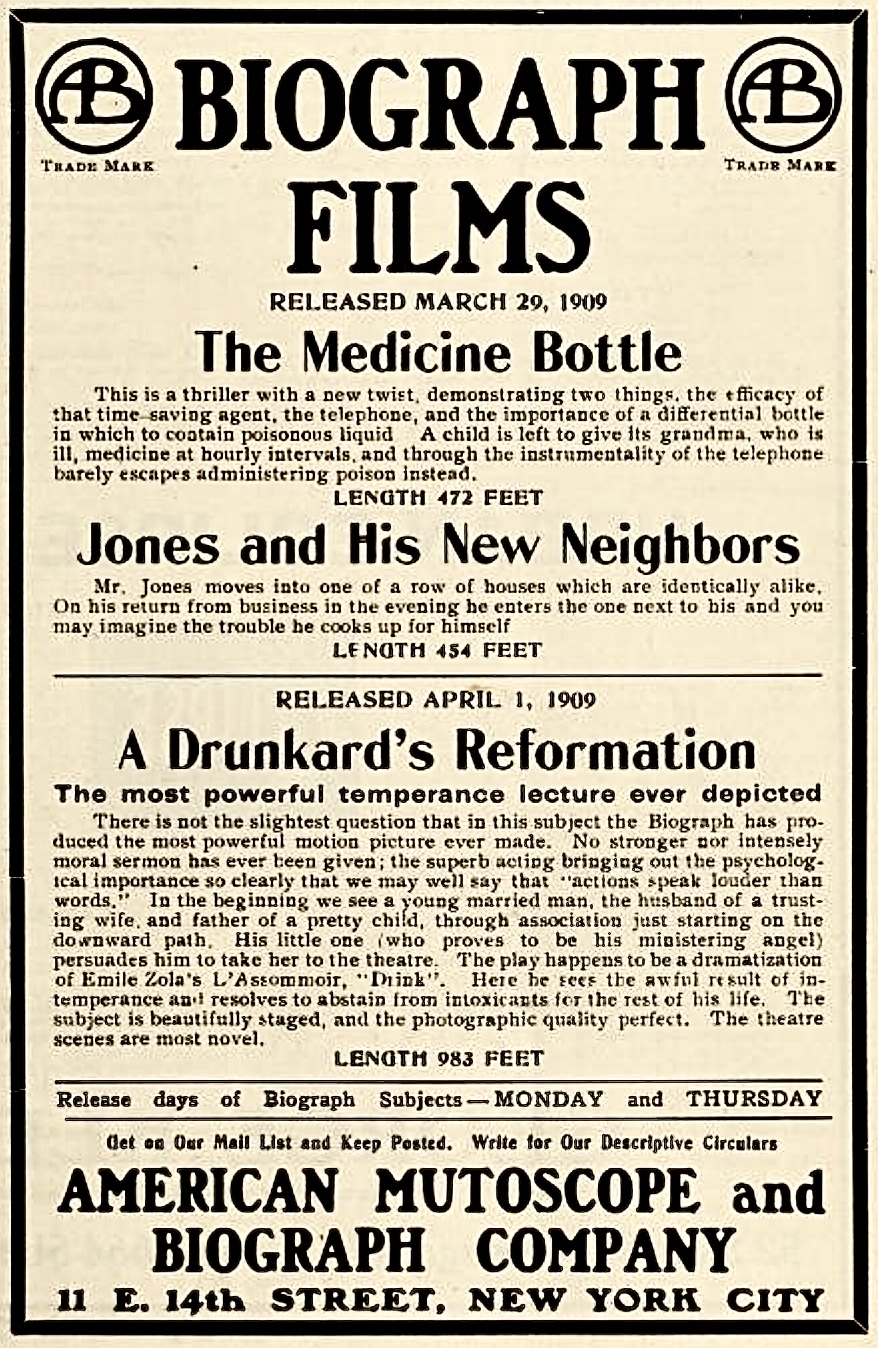
Promotion biographique du film et de son compagnon en double bobine, The Medicine Bottle.

Jones and His New Neighbors est un film muet américain réalisé par D. W. Griffith, sorti en 1909.

## Synopsis
Le fait que la porte de l'appartement des Jones et celles de leurs voisins soient identiques provoque une succession d'incidents...

## Fiche technique
- Titre : Jones and His New Neighbors
- Réalisation et scénario : D. W. Griffith
- Société de production et de distribution : American Mutoscope and Biograph Company[1]
- Photographie : G. W. Bitzer
- Pays de production :  États-Unis
- Format[2] : Noir et blanc - Muet - 1,33:1[3] ou 1,37:1[4] - 35 mm[3],[4]
- Longueur de pellicule : 454[4] ou 472 pieds (144 mètres[3])
- Durée : 5 minutes (à 16 images par seconde)[2]
- Genre : Comédie[4]
- Date de sortie : 29 mars 1909

## Distribution
Les noms des personnages proviennent de l'Internet Movie Database.
- John R. Cumpson : monsieur Jones
- Florence Lawrence : madame Jones
- Anita Hendrie : voisine
- Gertrude Robinson : la servante / personne de la foule
- Mack Sennett : le policier
- Linda Arvidson : personne de la foule
- Charles Avery : personne de la foule
- Charles Inslee : personne de la foule
- David Miles : personne de la foule
- Owen Moore : personne de la foule
- Flora Finch

## Autour du film
Les scènes du film ont été tournées les 24 et 25 février 1909 dans le studio de la Biograph et à Perry Street à New York.